# Williams
Williams je priimek več oseb:
- Aaron Williams (*1971), ameriški košarkar
- Allen Lane (Williams), britanski založnik; skupaj s svojima bratoma Richardom in Johnom Laneom 1935 ustanovil Penguin Books
- Alessandra Gaia Williams (*1993), igralka
- Alessandra Lebea Williams, plesalka, koreografinja...
- Alexander Steuart Williams (Alex Williams) (*1967), angleški avtor risank in animator
- Allison Howell Williams (*1988), ameriška igralka in producentka
- Andrew Williams (*1962), angleški novinar, televizijski scenarist in producent ter pisatelj (mdr. o zgodovini 2. svetovne vojne)
- Andy Williams (1927–2012), ameriški pevec
- Anna Williams (1706–1783), valižansko-angleška pesnica
- Anna Williams (アンナ・ウィリアムズ, An'na Wiriamuzu), fiktivni lik iz japonske? računalniške igre in serije Tekken
- Archie (Franklin) Williams (1915–1993), ameriški vojaški (letalski) častnik, športnik-atlet (tekač) - olimpionik in učitelj
- Archie (Charles) Williams (*1961), (afro-)ameriški pevec, ki je bil neupravičeno zaprt 37 let
- Arthur Stanley Williams (1861–1938), angleški astronom - amater
- Aubrey Ellis Williams, britanski general
- Augusta Williams (Augusta Maywood), ameriška balerina
- Barney Williams (*1977), kanadski veslač
- Bernard Williams (1929–2003), angleški moralni filozof
- Bernard (Rollen) Williams (*1978), ameriški atlet - šprinter
- Betty Williams (1943–2020), severnoirska mirovna aktivistka, zaščitnica otrok in nobelovka
- Brandon Williams (*1999), ameriški košarkar
- Brian Williams (*1959), ameriški novinar in televizijski voditelj
- Cecil James Williams, britanski general
- Cecil Williams (*1942), ameriški fotograf
- Charity Williams (*1996), kanadska igralka rugbyja
- Charles Williams jr. ( ameriški izumitelj (telefon)
- C. K. (Charles Kenneth) Williams (1936–2015), ameriški pesnik, kritik in prevajalec
- Chester Williams (1970–2019), južnoafriški ragbijaš
- Christopher (Lawrence) Williams (*1967), ameriški pevec in igralec
- Christopher Williams (*1983), ameriški zdravnik in astronavt
- Claude Williams, ameriški košarkar, vpleten v afero Black Box
- Creighton Williams Abrams (1914–1974), ameriški general, načelnik Generalštaba Kopenske vojske ZDA
- Cyndy (Cynthia Jane) Williams (1947–2023), ameriška igralka
- Daniel E. Williams (*1949), kanadski politik, premier Nove Fundlandije in Labradorja
- Deron Williams (*1984), ameriški košarkar
- Desmond Rex Williams (*1933), angleški igralec biljarda in snookerja
- Donna Williams (pr.i. Polly Samuel) (1963–2017), avstralska pisateljica, umetnica in svetovalka za avtizem
- Edward Alexander Wilmot Williams, britanski general
- Edward Steven Bruce Williams, britanski general
- Edward Williams (Iolo Morganwg) (1747–1826), velški antikvar, pesnik in zbiralec
- Ella Gwendolen Rees Williams (Jean Rhys) (1890–1979), britanska pisateljica, po rodu z Dominike
- Ephraim Williams (1715–1755), severnoameriški vojak in filantrop, mecen Williams Collegea
- Eric (Eustace) Williams (1911–1981), karibski politik in zgodovinar, prvi premier neodvisnega Trinidada in Tobaga ("oče naroda")
- Eric R. Williams (*1966), ameriški filmski scenarist, univ. profesor, režiser filmske virtualne realnosti, novomedijski zgodbar?
- Eric Williams (košarkar) - Frank Williams (košarkar) - Gus Williams - Herb Williams - Jay Williams (košarkar) - Jerome Williams - Marvin Williams - Micheal Williams - Tamika Williams, ameriški košarkarji
- Esther Williams (1921–2013), ameriška plavalka in filmska igralka
- Frank Williams (1942–2021), angleški dirkač in poslovnež, ustanovitelj in dolgoletni šef moštva Williams F-1
- Frederick Christian Williams, britanski general
- Gareth Williams (1941–2003), velški politik (Baron Williams of Mostyn)
- Gary Williams, ime več oseb (morski biolog, filmski režiser, ameriški igralec in komik, itd.)
- Gavin Williams, valižanski nogometaš
- Guy Charles Williams, britanski general
- Harold Williams, britanski general
- Harold Williams, kanadski geolog
- Harold John Williams (1893–1976), avstralski pevec, vodilni tenorist
- Harold Whitmore Williams (1876–1928), novozelandsko-angleški novinar, časnikar in poliglot
- Harry Williams, avstralski nogometaš
- Hayley Williams, vokalistka ameriške skupine Paramore
- Henry Shaler Williams (1847–1918), ameriški paleontolog in geokronolog
- Hiram King "Hank" Williams (1923–1953), ameriški country glasbenik, kantavtor
- Hype (Harold) Williams (*1970), ameriški režiser glasbenih videov in filmov, producent in scenarist
- Iñaki Williams Arthuer (*1994), ganski nogometaš
- Jody Williams (*1950), ameriška politična aktivistka in mirovnica, nobelovka
- John Williams (1796–1839), angleški misijonar v Oceaniji (Južnem Pacifiku)
- John C.(onstantine) Williams (1816–1892) ameriški poslovnež, soustanovitelj Saint Petersburga v ZDA
- John C(arroll) Williams (*1962), ameriški ekonomist in bančnik, funkcionar...
- John (Christopher) Williams (*1941), avstralsko-britanski klasični kitarist
- John (Edward) Williams (1922–1994), ameriški pisatelj, urednik in profesor
- John Joseph Williams (1822–1907), ameriški rimskokatoliški nadškof (od 1866 v Bostonu, od 1875 prvi nadškof, a še ne kardinal)
- John (Towner) Williams (*1932), ameriški skladatelj filmske glasbe, dirigent in aranžer
- Jonathan Williams (1942–2014), britanski dirkač Formule 1
- Johnny Williams (1905–1985), ameriški tolkalist
- Joseph Williams (*1960), ameriški rock pevec in skladatelj (filmske glasbe)
- Joy (Elizabeth) Williams (*1982), ameriška kantavtorica
- Kenneth Powers Williams (1887–1958), ameriški matematik
- Lauryn Williams (*1983), ameriška atletinja in tekmovalka v bobu
- Leslie Hamlyn Williams, britanski general
- Lynn (Kanuka) Williams (*1960), kanadska atletinja
- Lynn (Raenie) Williams (*1993), ameriška nogometašica
- Mark Williams (*1975), velški igralec snookerja
- Michael James Williams (Prince Far I) (1944–1983), jamajški roots-reagge pevec in glasbenik
- Michelle (Ingrid) Williams (*1980), ameriška igralka
- Myrna (Adele) Williams, znana kot Myrna Loy (1905–1993), ameriška igralka
- Nina Williams (*1990), ameriška športna/skalna plezalka
- Noah Oliver Williams (*2000), angleški olimpijski skakalec v vodo
- Novlene Williams-Mills (*1982), jamajška atletinja
- Paul Williams (1939–1973), ameriški pevec baritonist in koreograf
- Paul (Hamilton) Williams (*1940), ameriški skladatelj, pevec in igralec
- Peter Williams (*1957), jamajško-kanadski igralec in scenarist
- Peter V. Williams (1902–1947), slikar in scenograf (v Bolšoj teatru...)
- Peter Brian Gordon Williams (1915–2003), britanski filmski, gledališki in televizijski igralec ameriškega rodu
- Peter Michael Williams (*1945), britanski fizik in akademik
- Pharrell Williams (*1973), tudi samo Pharrell, ameriški pevec, raper, glasbeni producent in modni oblikovalec
- Ralph Vaughan Williams (1872–1958), angleški skladatelj in dirigent
- Richard Norris Williams (1891–1968), ameriški tenisač; preživel brodolom Titanika
- Richard Williams (*1942), ameriški teniški trener, oče Serene in Venus Williams
- Richard Edmund Williams (né Lane; 1933–2019), kanadsko-britanski filmski animator, glasovni igralec in slikar
- Richie Williams, ameriški nogometaš
- Robbie Williams (*1974), angleški pop pevec in zabavljač
- Robert Williams Wood (1868–1955), ameriški fizik in izumitelj
- Robert Joseph Paton Williams (1926–2015), angleški kemik in akademik
- Robert Eugene Williams (*1940), ameriški astronom, vodja projekta vesoljskega teleskopa Hubble
- Robin Williams (1951–2014), ameriški igralec in komik
- Roger Williams (~1603–1683), angleško-ameriški verski voditelj, kolonist, puritanec, publicist o staroselskih jezikih v Ameriki
- Roger Williams (pr.i. Louis Jacob Weertz) (1924–2011), ameriški popularnoglasbeni pianist
- Rowan Williams (*1950), britanski anglikanski teolog, pesnik, Canterburyjski nadškof in primas Anglikanske cerkve (2002–12; prvi valižanskega rodu)
- Sada Williams (*1997), barbadoška šprinterka
- Saul Williams (*1972), ameriški raper, pevec, glasbenik, pesnik, pisatelj in igralec
- Scott W. Williams (*1943), ameriški matematik
- Scott Christopher Williams (*1968), ameriški profesionalni košarkar
- Scott Williams (*1960), ameriški stripovski umetnik/ilustrator
- Scott Williams (*1960), valižanski (mednarodni) igralec ragbija
- Sean Price Williams (*1977), ameriški filmski snemalec (direktor fotografije) in režiser
- Serena Williams (*1981), ameriška tenisačica
- Shericka Williams (*1985), jamajška atletinja, tekačica
- Shermaine Williams (*1990), jamajška atletinja, oviratlonka
- Shirley Williams (1930–2021), angleška laburistična političarka
- Stanley Miller Williams (1930–2015), ameriški pesnik
- Stephanie Turco Williams, ameriška diplomatka
- Steve Williams (*1963), novozelandski golfist
- Sunita Williams (*1965), ameriška pilotka in astronavtka indijskega in slovenskega porekla
- Ted (Theodore Samuel) Williams (1918–2002) ameriški igralec baseballa
- Tenitra Michelle Williams (*1979), ameriška pevka in igralka
- Tennessee Williams (1911–1983), ameriški pisatelj, dramatik in pesnik
- Terry Williams (*1948), valižanski rockovski bobnar
- Thomas Leighton Williams (1877–1946), britanski rimskokatoliški nadškof (Birminghama)
- Thomas Stafford Williams (1930–2023), novozelandski rimskokatoliški nadškof in kardinal
- Tonique Williams-Darling (*1976), bahamska atletinja
- Ulis (C.) Williams (*1941), ameriški atlet, tekač
- Vanessa R. Williams (*1960), ameriška pevka gospelov
- Vanessa Williams (*1963), ameriška pop pevka in igralka
- Venus Williams (*1980), ameriška tenisačica
- Vesta Williams (1957–2011), ameriška kantavtorica in pevka
- Walter David Abbott Williams, britanski general
- Walter E(dward) Williams (1936–2020), ameriški ekonomist
- Walter Ray Williams Jr. (*1959), ameriški kegljavec
- Wheeler Williams (1897–1972), ameriški kipar
- William Williams (Williams Pantycelyn) (1717–1791), velški baptistični voditelj in literat (pesnik, pisatelj)
- William Appleman Williams (1921–1990), ameriški zgodovinar diplomacije (2. svetovne vojne), "revizionist"
- William Carlos Williams (1883–1963), ameriški pesnik, pisatelj in zdravnik (portoriškega rodu)
- William Grover-Williams (1903–1945), francosko-britanski dirkač Formule 1, prvi zmagovalec pokala Monaka
- William Richard Williams (1896–1962), ameriški teolog
- William Williams (1731–1811), ameriški politik, "founding father"
- William Williams (*1995), ameriški atlet, skakalec v daljino
- William T. Williams (*1942), newyorški (ameriški) slikar
- Winifred Wagner (née Williams) (1897–1980), vodila je Bayreuthske slavnostne igre, Hitlerjeva prijateljica in podpornica
- Zachariah Williams (1673–1755), angleško-valižanski zdravnik in izumitelj
- ameriški filmski igralci: Kathlyn Williams - Clarence Williams III. - Anson Williams - Barbara Williams - Barry Williams - Bill Williams (igralec) - Caroline Willams - Cindy Williams - Gareth Williams (igralec)=Gary A. Williams? - JoBeth Williams - Kelli Williams - Kellie Shanygne Williams - Stacey Williams - Steven Williams - Treat Williams - Tyler James Williams - Van Williams - Zelda Williams -